# Cryptachaea dromedariformis
Cryptachaea dromedariformis là một loài nhện trong họ Theridiidae.
Loài này thuộc chi Cryptachaea. Cryptachaea dromedariformis được Carl Friedrich Roewer miêu tả năm 1942.